# Campionati europei di canoa slalom 2014
I Campionati europei di canoa slalom 2014 sono stati la 15ª edizione della competizione continentale. Si sono svolti a Vienna, in Austria, dal 29 maggio al 1º giugno 2014.

## Programma
Orari in UTC+2
- Giovedì 29 maggio

8:00 Allenamenti
- Venerdì 30 maggio

9:00 Qualificazioni C-1 donne, C-1 uomini, K-1 uomini
15:00 Qualificazioni K-1 donne, C-2 uomini
- Sabato 31 maggio

9:00 Semifinali C-1 donne, C-1 uomini, K-1 uomini
13:30 Finali C-1 donne, C-1 uomini, K-1 uomini
16:20 Finali a squadre C-1 donne, C-1 uomini, K-1 uomini
- Domenica 1º giugno

9:00 Semifinali K-1 donne, C-2 uomini
12:00 Finali K-1 donne, C-2 uomini
14:30 Finali a squadre K-1 donne, C-2 uomini

## Medagliere
| Pos.   | Paese         | Oro | Argento | Bronzo | Totale |
| ------ | ------------- | --- | ------- | ------ | ------ |
| 1      | Slovacchia    | 3   | 1       | 1      | 5      |
| 2      | Rep. Ceca     | 2   | 2       | 2      | 6      |
| 3      | Germania      | 2   | 1       | 1      | 4      |
| 4      | Francia       | 1   | 1       | 2      | 4      |
| 5      | Slovenia      | 1   | 0       | 1      | 2      |
| 6      | Polonia       | 0   | 1       | 1      | 2      |
| 6      | Spagna        | 0   | 1       | 1      | 2      |
| 8      | Austria       | 0   | 1       | 0      | 1      |
| 8      | Gran Bretagna | 0   | 1       | 0      | 1      |
| Totale | Totale        | 9   | 9       | 9      | 27     |

## Podi

### Uomini
| Evento              | Oro | Punti  | Argento                                                                                               | Punti  | Bronzo                                                                                          | Punti  |
| Canoa C-1           | Alexander Slafkovský                                                                                         | 88,49  | Michal Martikán                                                                                       | 89,76  | Jan Benzien                                                                                     | 90,05  |
| Canoa C-1 a squadre | Slovenia Benjamin Savšek Anže Berčič Luka Božič                                                              | 98,48  | Rep. Ceca Lukáš Rohan Vítězslav Gebas Jan Mašek                                                       | 101,18 | Slovacchia Michal Martikán Alexander Slafkovský Karol Rozmuš                                    | 102,16 |
| Canoa C-2           | Slovacchia Ladislav Škantár Peter Škantár                                                                    | 95,20  | Polonia Marcin Pochwała Piotr Szczepański                                                             | 95,41  | Slovenia Luka Božič Sašo Taljat                                                                 | 96,93  |
| Canoa C-2 a squadre | Slovacchia Pavol Hochschorner / Peter Hochschorner Ladislav Škantár / Peter Škantár Tomáš Kučera / Ján Bátik | 112,39 | Francia Pierre Labarelle / Nicolas Peschier Gauthier Klauss / Matthieu Péché Hugo Biso / Pierre Picco | 112,85 | Rep. Ceca Ondřej Karlovský / Jakub Jáně Tomáš Koplík / Jakub Vrzáň Jonáš Kašpar / Marek Šindler | 115,08 |
| Kayak K-1           | Jiří Prskavec                                                                                                | 83,94  | Vít Přindiš                                                                                           | 84,82  | Samuel Hernanz                                                                                  | 86,32  |
| Kayak K-1 a squadre | Germania Sebastian Schubert Fabian Dörfler Alexander Grimm                                                   | 93,01  | Gran Bretagna Richard Hounslow Joseph Clarke Thomas Brady                                             | 98,75  | Polonia Mateusz Polaczyk Rafał Polaczyk Dariusz Popiela                                         | 98,90  |

### Donne
| Evento              | Oro                                                              | Punti  | Argento                                                  | Punti  | Bronzo                                          | Punti  |
| Canoa C-1           | Caroline Loir                                                    | 105,21 | Julia Schmid                                             | 106,32 | Kateřina Hošková                                | 107,05 |
| Kayak K-1           | Ricarda Funk                                                     | 96,11  | Melanie Pfeifer                                          | 96,37  | Émilie Fer                                      | 96,65  |
| Kayak K-1 a squadre | Rep. Ceca Štěpánka Hilgertová Kateřina Kudějová Veronika Vojtová | 108,65 | Spagna Maialen Chourraut Irati Goikoetxea Marta Martínez | 110,17 | Francia Carole Bouzidi Nouria Newman Émilie Fer | 110,36 |